# Jean-Georges Lefranc de Pompignan
Pour les articles homonymes, voir Lefranc.
Jean-Georges Lefranc de Pompignan, né le 22 février 1715 à Montauban et mort le 29 décembre 1790 à Paris, dans la paroisse de Saint-Sulpice, est un prélat et apologiste français.

## Biographie
Frère du poète Jean-Jacques Lefranc de Pompignan, élève des jésuites à Louis-Le-Grand puis au séminaire Saint-Sulpice de Paris, il devient docteur puis proviseur de la Sorbonne. Archidiacre de Montauban, il est nommé à 28 ans évêque du Puy en 1743, il est confirmé le 15 juillet et consacré en août par Michel de Verthamon de Chavagnac, l'évêque de Montauban. Il est pourvu en commende en 1747 de l'abbaye de Saint-Chaffre
Il devient archevêque de Vienne du 27 septembre 1774, à l’occasion de quoi le roi unit l’abbaye de Saint-Chaffre à sa mense épiscopale, jusqu’en 1789. 
Durant son épiscopat, il eut maille à partir avec les Philosophes, notamment Voltaire. Ainsi publia-t-il un mandement contre l’édition projetée des œuvres de cet écrivain. Dans sa Lettre pastorale, il critique aussi les thèses de Jean-Jacques Rousseau. Ce dernier, dans une lettre à son éditeur Marc-Michel Rey souligne que « Le seul homme qui m’ait attaqué et qui ait paru m’entendre est M. l’évêque du Puy. »
En 1747, il avait prononcé l’oraison funèbre de la Dauphine et, en 1768, celle de la reine Marie Leczinska. Il est nommément cité dans les Enfans de Sodome à l’Assemblée de 1790.
Député du clergé aux États généraux de 1789, Jean-Georges se joignit au Tiers état et fut président de l’Assemblée nationale de Versailles du 4 au 19 juillet 1789. Il est appelé, le 4 août 1789, par Louis XVI dans son conseil, comme ministre de la Feuille des bénéfices (chargé de conseiller le roi dans la désignation des titulaires ecclésiastiques), il se démet de son siège épiscopal en décembre 1789 et reçut l'abbaye de Buzay. Il mourut le 29 décembre 1790.

## Sources
- « Jean-Georges Lefranc de Pompignan », dans Adolphe Robert et Gaston Cougny, Dictionnaire des parlementaires français, Edgar Bourloton, 1889-1891 [détail de l’édition]